# Parque Isidora Cousiño
El Parque Isidora Cousiño, más conocido como Parque de Lota, está ubicado en Lota, ciudad perteneciente al Gran Concepción, en la Provincia de Concepción, región del Biobío.
Posee 83 especies vegetales originarias de Chile, Norteamérica, Australia, Europa, Asia y África, 27 esculturas de fierro fundido más otras construidas en cerámica, y una colección de más de 50 jarrones, escaños y pedestales procedentes de distintos lugares, siendo la colección más importante de su tipo en Chile. Desde el parque es posible observar la costa del golfo de Arauco, el muelle y las antiguas instalaciones mineras de Lota.
Es el único parque de estilo francés, de los tres existentes en el país, que se ubica en el borde costero.
Desde el 6 de abril de 2009 el parque es considerado Monumento Nacional de Chile, en la categoría de Monumento Histórico.

## Historia
Los orígenes de la obra se remontan a Matías Cousiño Jorquera cuando comenzó a explotar las minas de carbón de Lota en 1852. A su muerte, su único hijo Luis Cousiño Squella recomienza el proyecto, concibiéndolo como regalo a su esposa Isidora Goyenechea, a través de la introducción de especies foráneas traídas desde Europa.
El parque, de 14 hectáreas de extensión, fue diseñado entre 1862 y 1872 por el paisajista inglés Bartlet, que incluyó árboles, jardines, estatuas y piletas, y utilizó un estilo vanguardista, mezclando el formalismo de los jardines franceses con el estilo más actual y contemporáneo de los ingleses.
Luego de la muerte de Luis Cousiño en 1873, el trabajo recae en manos de su esposa Isidora Goyenechea Gallo, quien contrata al técnico irlandés Guillermo O'Reilly, el cual introduce plantas nativas y otras exóticas de distintos lugares del mundo. A él se debe las primeras plantaciones de árboles en el parque, mediante la introducción de cedros, pinos, boldos, mañíos y almácigos,[cita requerida] así como la colocación de esculturas alegóricas que representan la música, poesía, escultura y arquitectura clásicas, pavos reales y múltiples miradores.
Posteriormente el trabajo fue retomado por Carlos Cousiño, hijo de Isidora y Luis. A su muerte, su tumba fue colocada en el interior del parque, donde puede visitarse hasta el día de hoy. En ella destaca un conjunto escultórico diseñado por Ernesto Wünsch (autor también de la estatua del Sagrado Corazón de Jesús en el frontis de la Casa Central de la Pontificia Universidad Católica de Chile) y Peter Horn.
En 1929 el parque fue adquirido por la Compañía Carbonífera de Lota, abriéndose para poder ser visitado por cualquiera.
Actualmente, el parque y su museo cuenta con un servicio de guías especializados que invitan a recorrer el lugar y conocer su historia. Los guías se visten a la usanza del siglo XIX y rememoran el entorno de Isidora Goyenechea y Luis Cousiño.
El parque cuenta con un observatorio meteorológico y un conservatorio de plantas tropicales, que incluye begonias, helechos y orquídeas. Las laderas están pobladas por vegetación nativa y foránea que llega hasta el mar, conectándose con el Valle de Las Camelias, lagunas, fuentes, un kiosco chino y uno árabe, jarrones, grutas, alamedas con estatuas y senderos en zigzag.

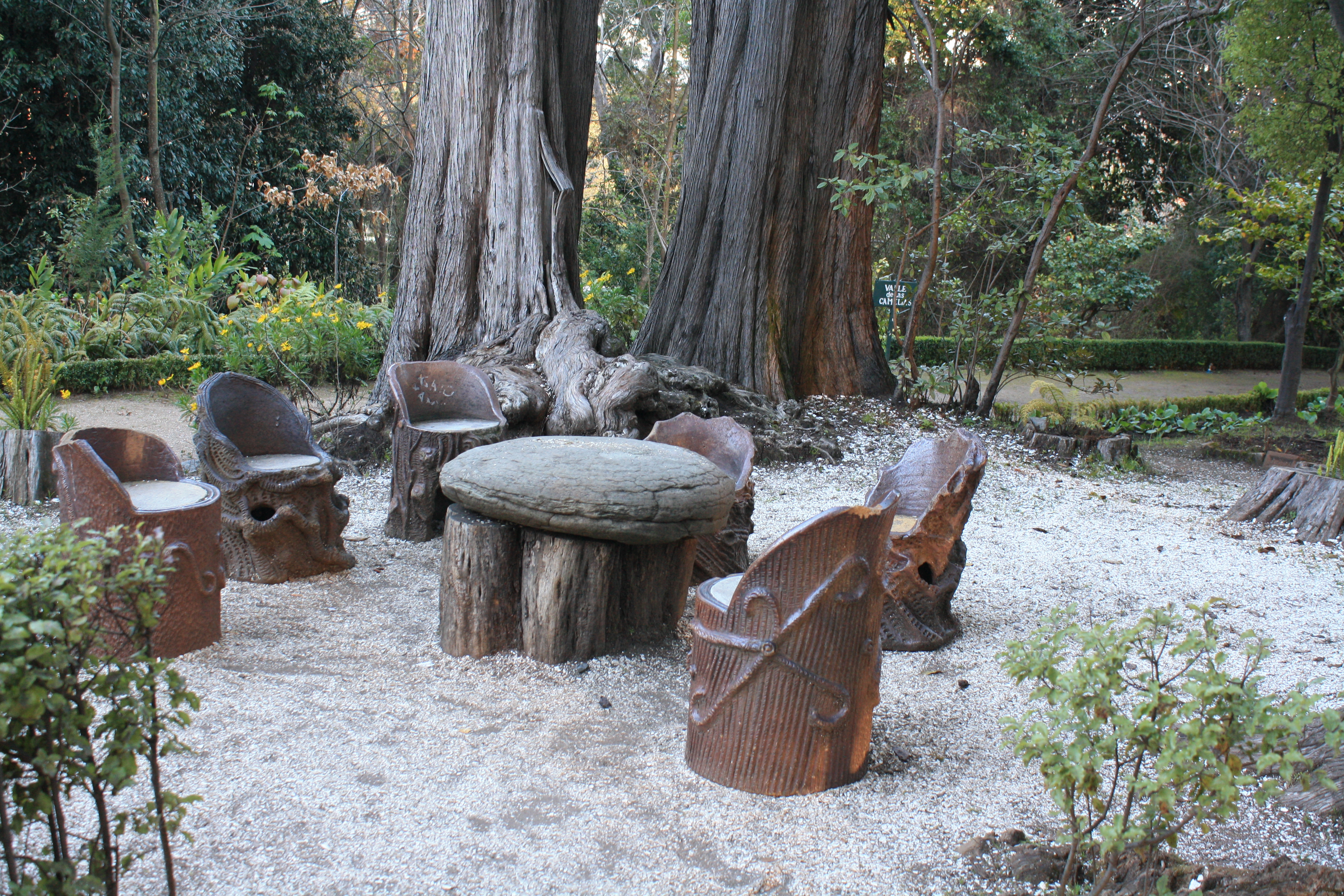
Lugar de descanso dentro del parque.
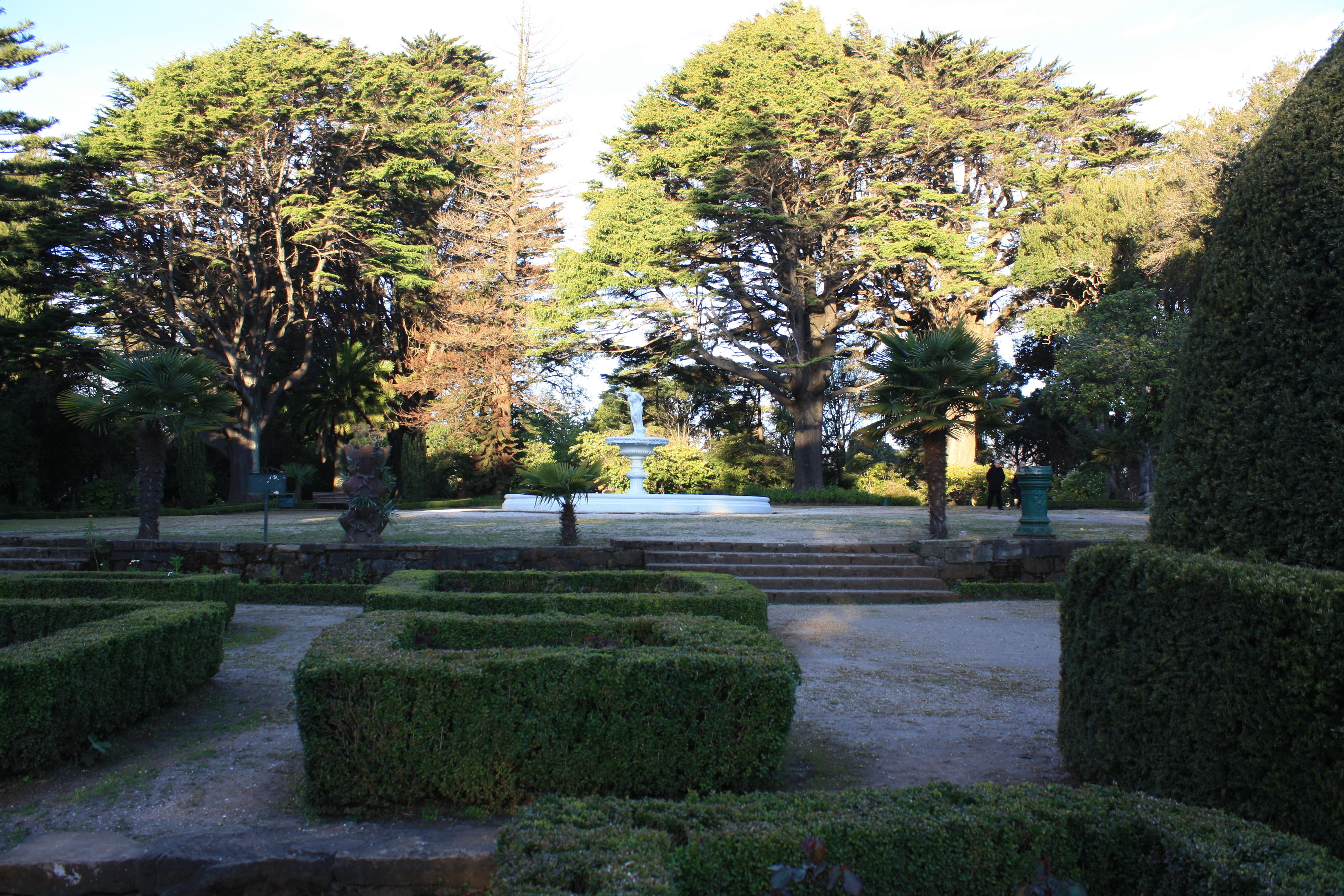

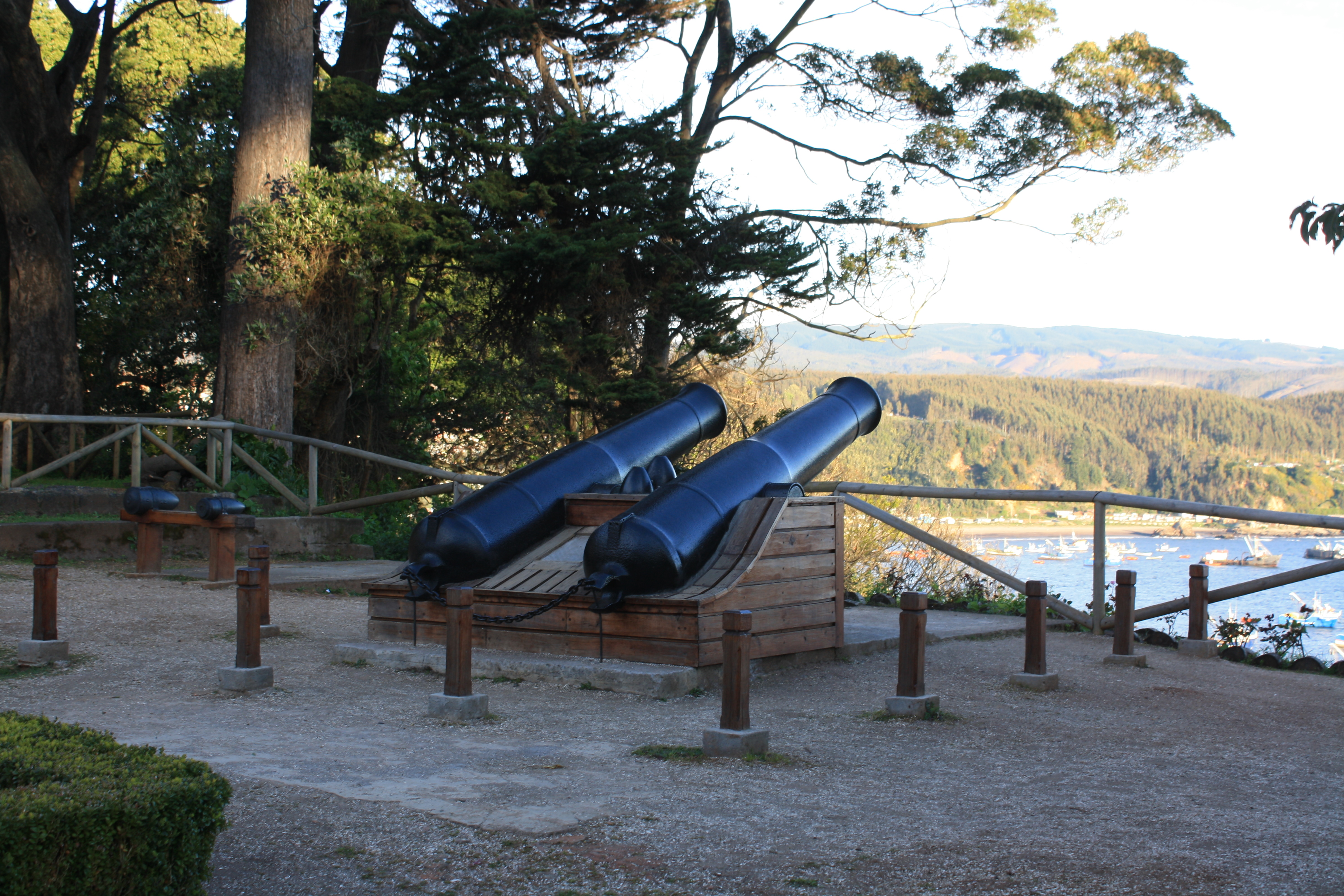

## Esculturas
El parque incluye veintisiete esculturas de fierro fundido, construidas en la fundición de arte francesa de Val d'Osne. Entre ellas destacan El niño de la espina o Espinario, Fauno tocando flauta, El niño del Cordero, Ninfa Amaltea, Diana la Cazadora o Venus entrando al baño. Adicionalmente, tiene diversas esculturas de cerámica de la fábrica Lota Green.
Existe además un faro denominado Faro Lustrín, que señaliza la costa.

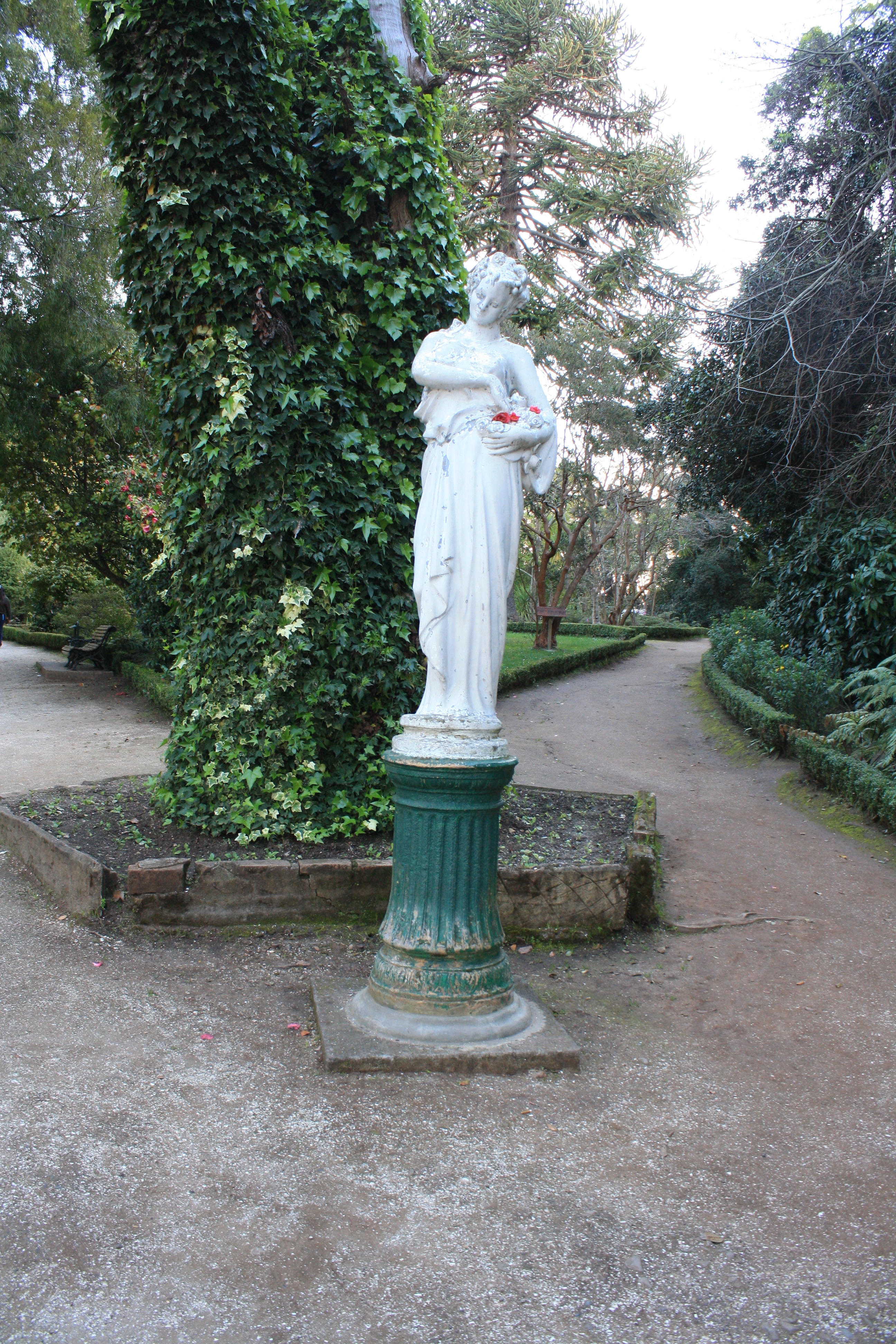
Escultura del parque.
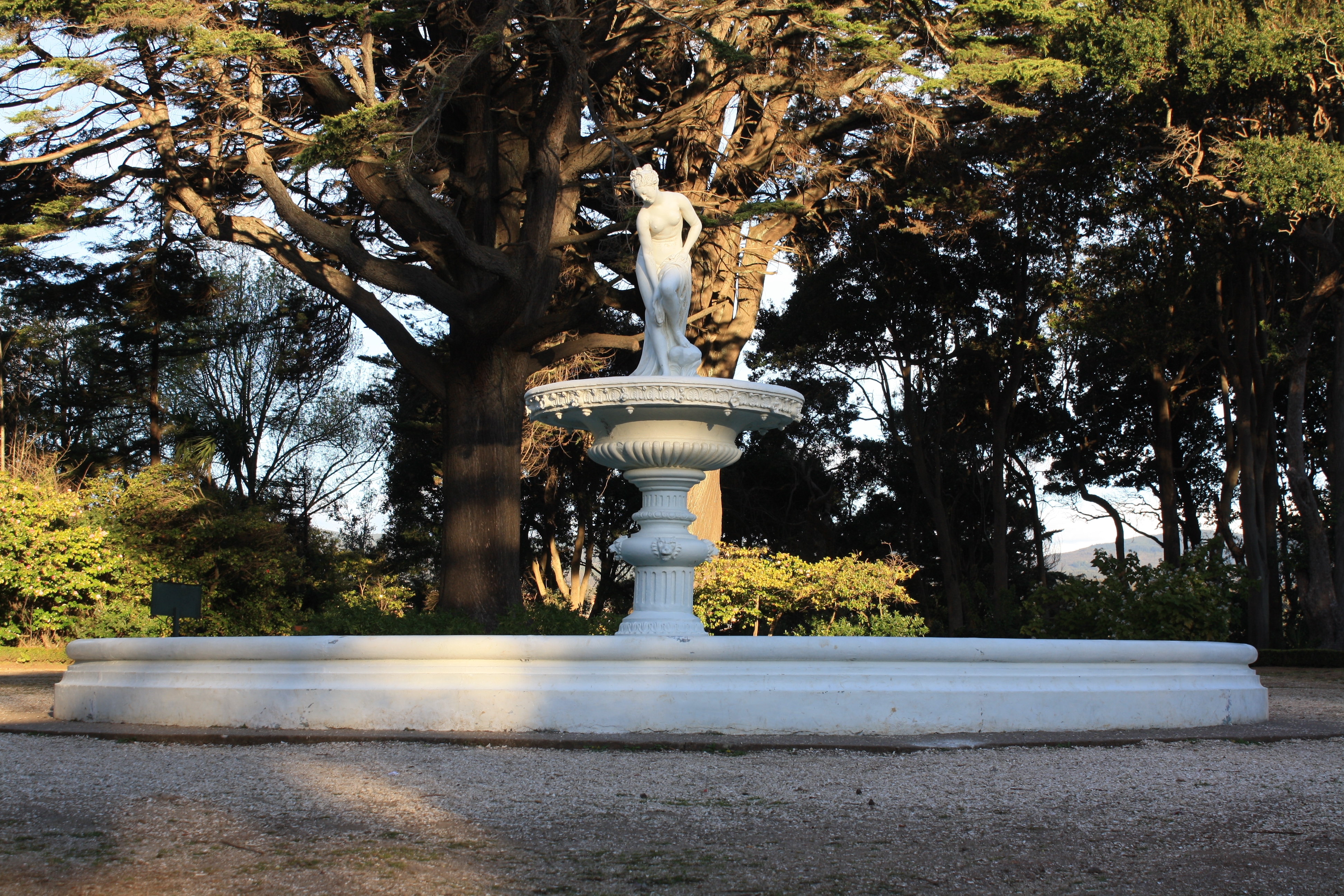
Pileta y escultura del parque.
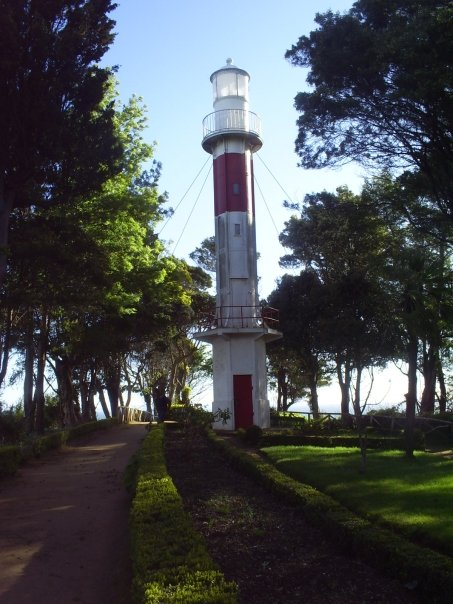
Faro del Parque Lota.

## Palacio Cousiño-Goyenechea
Dentro de las dependencias del parque estaba emplazado el Palacio Cousiño, demolido en 1963 por la Compañía Carbonífera Industrial de Lota. En la actualidad existe un kiosco chino con el monograma de la familia Cousiño y muebles cenefas que pertenecieron al palacio, y todavía pueden apreciarse las ruinas del puente colgante «Isidora», construido en 1874.

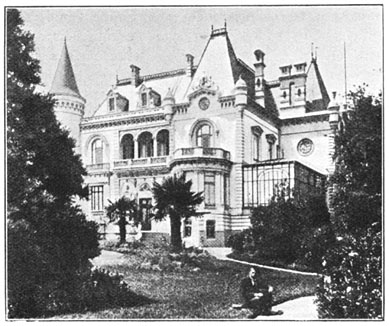
Palacio Cousiño demolido en 1963.
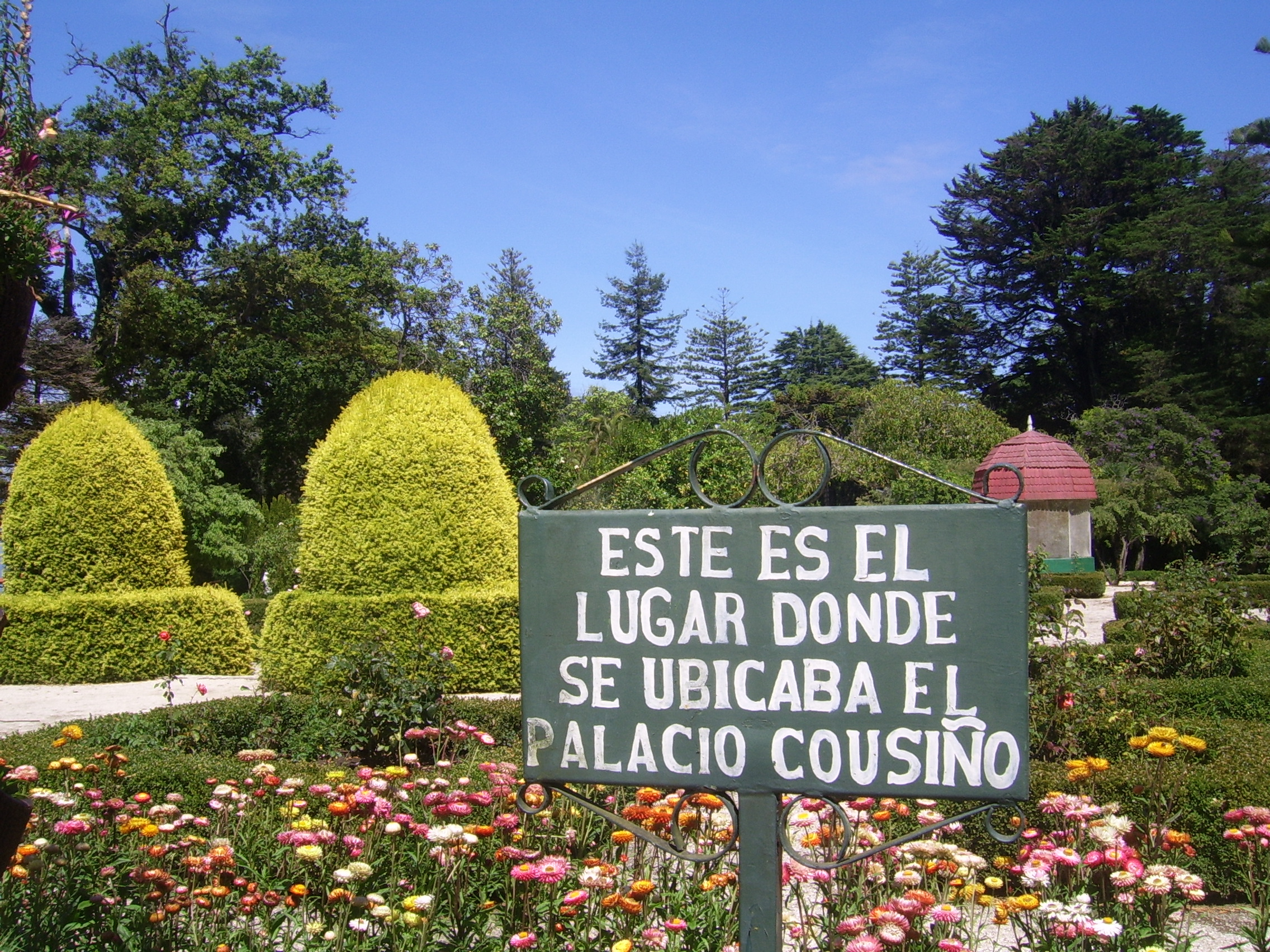
Lugar donde estaba el Palacio Cousiño en la actualidad.
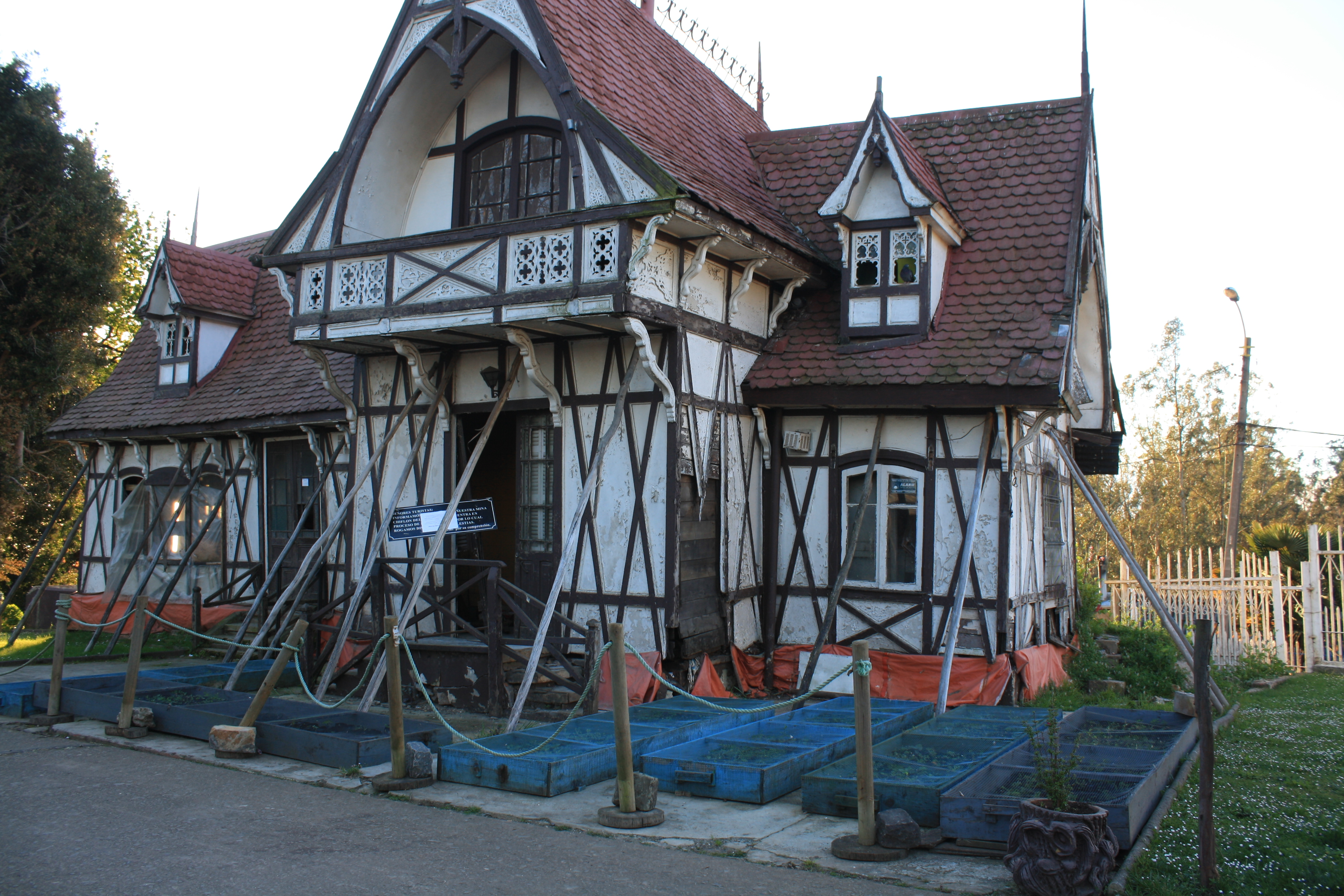
La antigua administración del parque, con los daños ocasionados tras el Terremoto del 2010
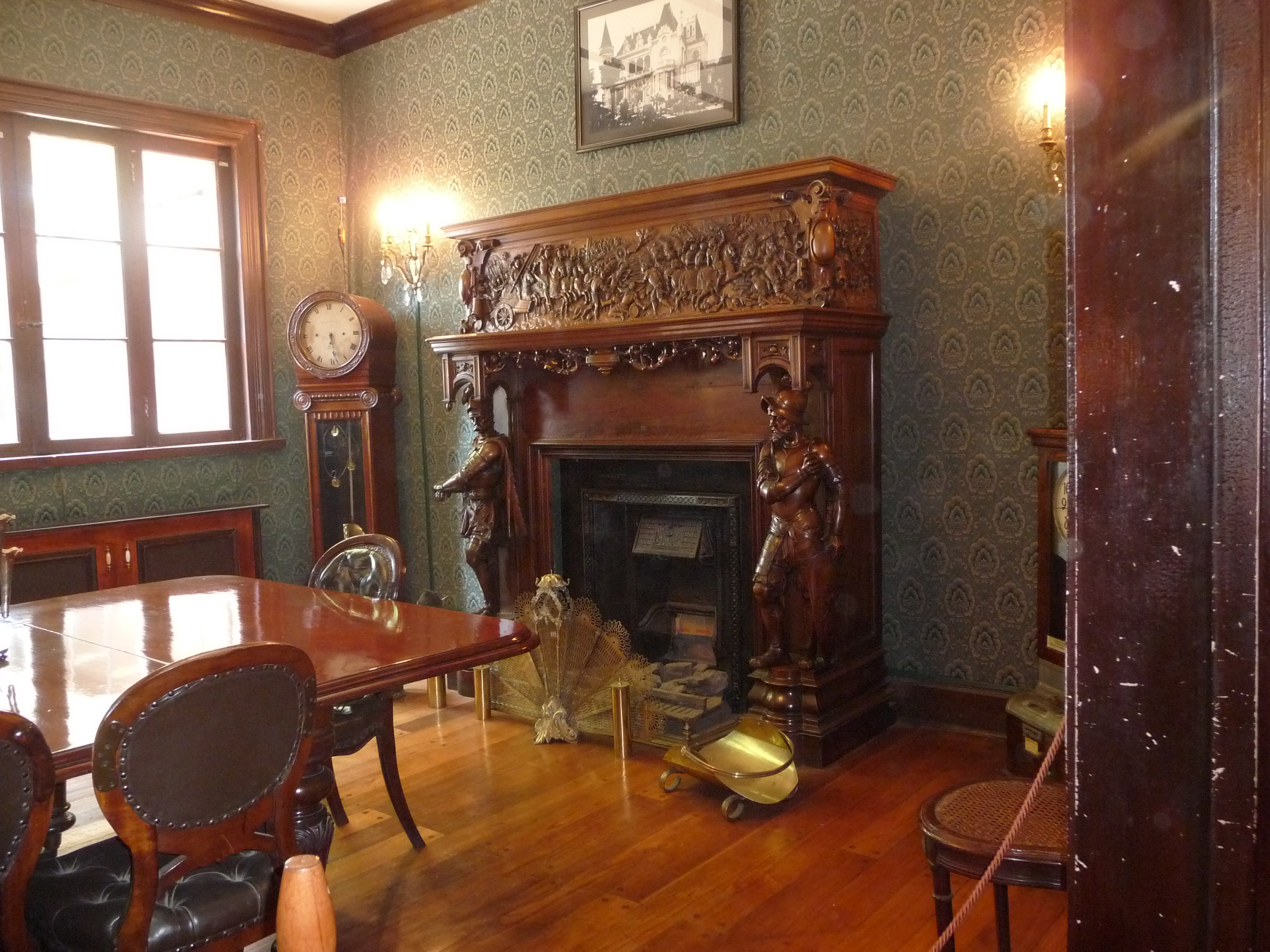
Mueble cenefa antiguamente ubicado dentro del Palacio.